# Lucius D. Clay
Lucius Dubignon Clay (23. april 1897 i Marietta, Georgia – 16. april 1978 i Chatham, Massachusetts) var en amerikansk general og fra 1947 til 1949 som militærguvernør ansvarlig for hele den amerikanske besættelseszone i Tyskland. Hans rolle som militærguvernør sluttede da de de amerikanske, britiske og franske besættelseszoner blev lagt sammen til dannelsen af Vesttyskland.
Lucius D. Clay blev berømt især for sin støtte til tyskerne og for sin modstand mod den revanchistiske amerikanske besættelsesplan Morgenthauplanen. Hans indsats i forbindelse med Blokaden af Berlin var med stor sandsynlighed med til at redde byen fra sovjetisk overtagelse. Som tak for sin indsats for byen bærer en af de længste gader i (Vest)-Berlin hans navn.
- Wikimedia Commons har flere filer relateret til Lucius D. Clay